# Зодијачка светлост
Зодијачка светлост (такође позната као лажна зора када се види пре сутона) је слаб, дифузан и благо троугласт бели сјај који је видљив на ноћном небу и чини се као да се пружа од смера Сунца преко целог зодијака преклапајући еклиптику. Сунчева светлост распршена од међупланетарне прашине изазива овај феномен. Зодијачко светло се најбоље види током сумрака, после заласка Сунца у пролеће и пре изласка сунца у јесен, када је зодијак стрмог угла у односу на хоризонт. Међутим, сјај је толико слаб, да га месечева светлост и/или светлосно загађење надсијају, што га чини невидљивим.
Јачина зодијачког светла смањује се удаљавањем од Сунца. На природно тамном ноћном небу, сјај је видљив као трака дуж читавог зодијака, потпуно преклапајући еклиптику. Заправо, зодијачка светлост простире се целим небом и у великој мери  доприноси укупној природној светлости на чистом и небеском ноћном небу. Још један феномен - слаб, али благо светлији овални сјај - директно супротно од смера Сунца је гегенсцхеин (немачки-gegenschein), који је узрокован хоризонталним преклапањем сунчевог светла.
Међупланетарна прашина у Соларном систему колективно формира дебели, облак у облику палачинке назван зодијачки облак, који прождире еклиптичку равнину. Величина честица се креће између 10 и 300 микрометара, највише са маса око 150 микрограма.

## Преглед
У средњим географским ширинама, зодијачко светло се најбоље види на западном небу у пролеће након што је вече сумрака потпуно нестало, или на источном небу у јесен непосредно пре јутарњег сумрака. Зодијачко светло се појављује као колона, светлија на хоризонту, нагнута под углом екклиптике. Светлост која се разбацује из изузетно малих честица прашине је снажно напред расипа, иако зодијачко светло заправо пролази кроз цело небо најсветлија је када је посматрамо под малим углом са Сунцем. То је разлог зашто је највидљивија у близини изласка или заласка сунца, када је сунце блокирано, али честице прашине најближе линији вида до Сунца нису. Прашина која изазива зодијачко светло је равномерна у целој еклиптици.
Прах даље од еклиптике је готово невидљив, осим када се посматра под малим углом са Сунцем. Тако је могуће видети више ширине под малим углом са Сунцем, а чини се шире у близини хоризонта, ближе сунцу испод хоризонта.

## Порекло
Извор прашине се већ дуго расправља. Донедавно се сматрало да је прашина настала из репова активних комета и судара између астероида у појасу астероида . Многи наши метеорски тушеви немају познате активне родитеље тела комете. Преко 85 процената прашине приписује се повременом фрагментацији комета Јупитер - фамилије, која су скоро успавна. Комете Јупитер - фамилија имају орбиталне периоде мање од 20 година  и сматрају се неактивним када се неактивно губе, али то могу учинити иу будућности.  Прашина у метеороидним токовима је знатно већа, од 300 до 10.000 микрометара у пречнику, и распада се у зодијачка зрна прашине током времена.
Ефекат Поинтинг - Робертсон приморава прашину у више кружне орбите, док полако иде у спиралу ка Сунцу. За одржавање зодијачког облака потребан је континуирани извор нових честица. Верује се да је кометска прашина и прашина настала сударима међу астероидима углавном одговорна за одржавање облака прашине која производи зодијачко светло и гегенсцхеин.
Честице се могу смањити у величини сударима или временским размаком. Када се земља смањи до величина мањих од 10 микрометара, зрна се уклањају из унутрашњег соларног система помоћу притиска соларне радијације. Затим се прашина попуњава инфилтрирањем са комета. Зодијачка прашина око околних звезда назива се екозодијска прашина; то је потенцијално важан извор буке за директно сликање екстрасоларних планета. Истакнуто је да ова екозодиијска прашина или дискови врућих остатака могу бити индикатор планета, јер планете теже распршивању комета у унутрашњи Соларни систем.
У 2015. години нови резултати секундарног спектрометра за спречавање јона прашине ЦОЗИМА на бочном орбитеру ЕСА/Росетта потврдили су да су родитељска тела међупланетарне прашине највероватније комете Јупитер - фамилије као што су комета 67П/Цхуриумов-Герасименко .

## Изглед
Зодијачко светло је произведено од сунчеве светлости која се рефлектује од честице прашине у Соларном систему познатом као космичка прашина. Сходно томе, његов спектар је исти као и соларни спектар. Материјал који производи зодијално светло налази се у просторији у облику сочива усредсређеног на Сунце и извученог изван Земљине орбитале. Овај материјал је познат као међупланетарни облак прашине. Пошто се већина материјала налази у близини равни Соларног система, зодијачко светло се види дуж еклиптике. Количина материјала потребна за производњу посматраног зодијачког светла је прилично мала. Ако је то било у облику честица од 1 mm, свака са истом рефлектујућом снагом (албедо) као Земљин месец, свака честица би била 8 km од суседа. Гегенсцхеин може бити изазван честицама директно супротним Сунцу, као што се види са Земље, што би било у пуној фази.
Према Несворнију и Јеннискенсу, када су зрна прашине величине око 150 микрометара, они ће погодити Земљу са просечном брзином од 14,5 km/s, многи полако 12 km /s. Ако јесте, истакли су, ова комета прашина може преживети улазак у делимично истопљеној форми, објашњавајући необичне атрибуте микрометеорита сакупљених на Антарктику, који не подсећају на веће метеорите за које се зна да потичу од астероида. Посљедњих година, запажања различитих свемирских летелица показала су значајну структуру у зодијакалном светлу, укључујући прашину, везане за остатке из одређених породица астероида и неколико кометских стаза.

## Културални значај
Према космосу Александра фон Хумболта, Мексиканци су знали за зодијакално светло пре 1500 година. Можда је први пут пријављен у штампи од стране Јосхуа Цхилдреиа 1661. године. Овај феномен је истраживао астроном Гиовани Доменицо Цассини 1683. године. Према неким изворима, објаснио га честицама прашине око Сунца. Други извори наводе да је то први пут објашњавао Никола Фатио де Дуиллиер, 1684,  кога је Касини(Цассини) саветовао да проучава зодијачко свјетло.